# Loup brun
Loup brun (titre original : Brown Wolf) est une nouvelle de l'écrivain américain Jack London, publiée aux États-Unis en 1906. En France, elle a paru pour la première fois en 1914.

## Historique
La nouvelle est publiée initialement dans le mensuel Everybody's Magazine (en) en août 1906, avant d'être reprise dans le recueil L'Amour de la vie en septembre 1907.

## Résumé
Walt Irvine et sa femme Glen Ellen du comté de Sonoma en Californie, apprivoisent, non sans mal, un loup brun plutôt sauvage mais blessé. Durant les soins, ils ont réussi à faire inscrire leurs noms et adresse sur une plaque posée sur un collier placé autour du cou de l'animal. Le loup, dès qu'il a un peu de liberté, s'échappe pour monter au nord du pays. Plusieurs fois retrouvé, les autorités renvoient le loup "aux propriétaires", par train en port dû. 
Mais un jour, un homme, venu du Klondyke, passe devant leur maison en demandant le chemin qui accède à la maison de sa soeur. Le loup se comporte avec lui comme il ne l'avait jamais fait avec aucune autre personne auparavant...

## Éditions

### Éditions en anglais
- Brown Wolf, dans le mensuel Everybody's Magazine (en), août 1906.
- Brown Wolf, dans le recueil Love of Life & Others Stories, New York ,The Macmillan Co, septembre 1907.

### Traductions en français
- Loup brun, traduction de Paul Wenz, Paris, Nouvelle Revue Française, juin 1914.

- Jack London, L'Amour de la vie, Paris, Gallimard, coll. « 10/18 », 1914, 317 p. (ISBN 2-264-00-819-9).

## Sources
- (en) Jack London's Works by Date of Composition
- http://www.jack-london.fr/bibliographie